# انباشتگاه خوراک

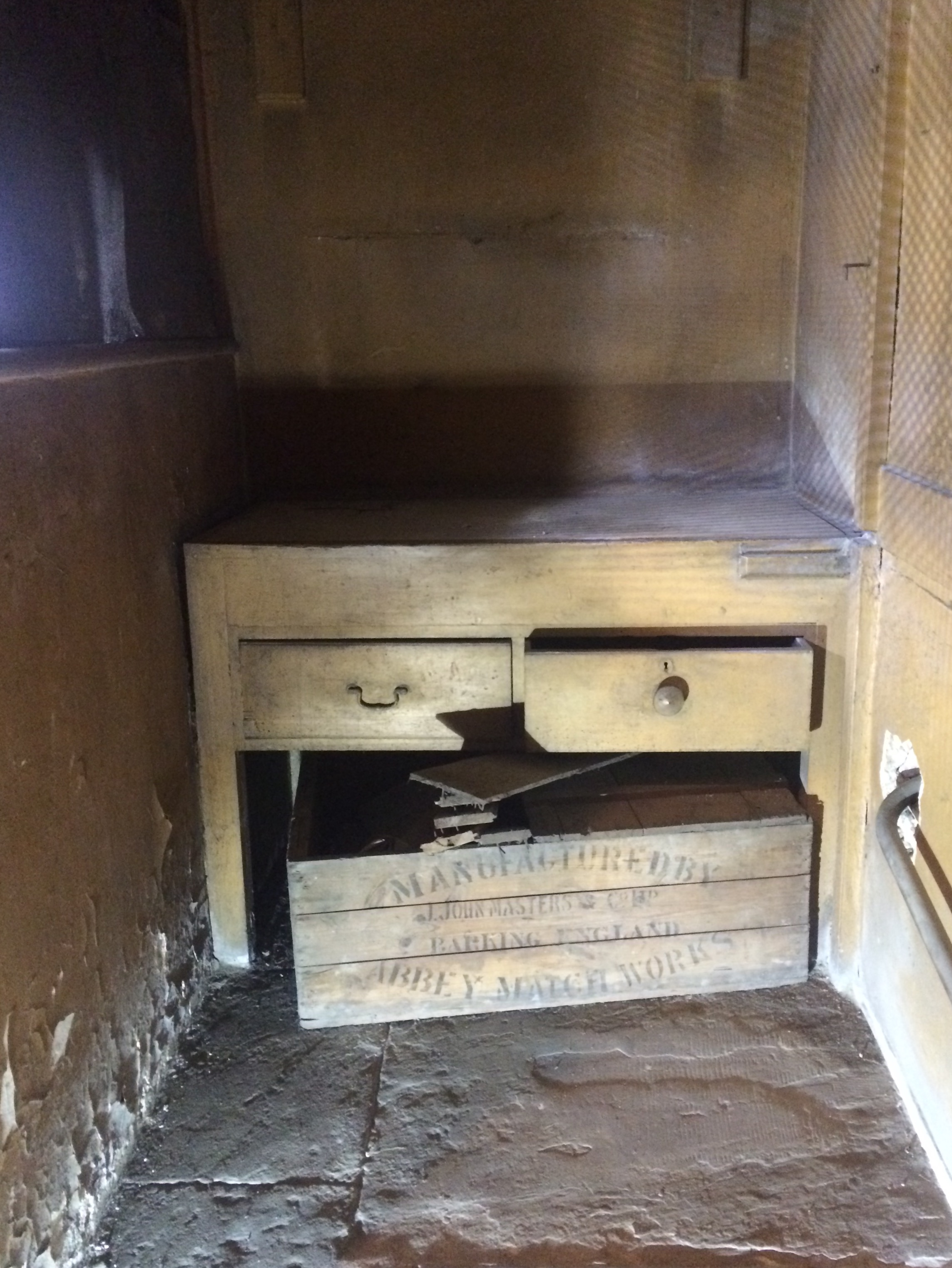
انباشتگاه خوراک در قنادی در شهر ریجنسی در هوو. یک میز مرمری و کشوهای عمیق که حاوی آرد و شکر بود، اجازه می‌داد شیرینی‌ها به دور از گرمای آشپزخانه درست شوند.

انباشتگاه خوراک (به انگلیسی: Larder)، مکانی خنک برای نگهداری خوراک پیش از استفاده آن است. در اصل، جایی بود که گوشت خام با چربی پوشانده می‌شد تا نگهداری شود. در سدهٔ هجدهم، این اصطلاح گسترش یافته بود: در آن نقطه، انبار خشک جایی بود که نان، شیرینی، شیر، کره یا گوشت‌های پخته‌شده ذخیره می‌شد. پیش از استفاده گسترده از یخچال و فریزر، سالن‌های بزرگ در خانه‌ها رایج بودند.
انباشتگاه‌های سنگی به گونه‌ای طراحی شده‌اند که در گرم‌ترین هوا سرد نگه دارند. قفسه‌هایی از تخته سنگ یا مرمر به ضخامت دو یا سه اینچ داشتند. این قفسه‌ها در دیوارهای سنگی کلفت فرورفته بودند. ماهی یا سبزیجات را مستقیماً روی قفسه‌ها می‌گذاشتند و روی قفسه‌ها را می‌پوشانند یا حصیرهای سازوئیان خیس را در زیر و پیرامون آن می‌پاشند.

## انباشتگاه‌های جانوری
مکان‌هایی که جانوران در آن‌ها غذا را برای مصرف بعدی ذخیره می‌کنند، گاهی به‌عنوان «انباشتگاه» نامیده می‌شوند، نمونهٔ معروف آن انبارهای دانه‌ها و آجیل‌هایی است که توسط سنجاب‌ها پنهان شده‌اند تا ذخیره‌ای از غذای تازه را در ماه‌های ناملایم سال فراهم کنند.